# Давіди (Лосицький повіт)
Давіди (пол. Dawidy) — село в Польщі, у гміні Ольшанка Лосицького повіту Мазовецького воєводства. Населення — 99 осіб (2011).

## Історія
За даними етнографічної експедиції 1869—1870 років під керівництвом Павла Чубинського, у селі переважно проживали греко-католики, які розмовляли українською мовою.
У 1975—1998 роках село належало до Білопідляського воєводства.

## Демографія
Демографічна структура станом на 31 березня 2011 року:
|          | Загалом | Допрацездатний вік | Працездатний вік | Постпрацездатний вік |
| -------- | ------- | ------------------ | ---------------- | -------------------- |
| Чоловіки | 50      | 8                  | 29               | 13                   |
| Жінки    | 49      | 10                 | 22               | 17                   |
| Разом    | 99      | 18                 | 51               | 30                   |